# Jabeek
Jabeek (Limburgs: Jaobik) is een kleine woonkern in de gemeente Beekdaelen in Nederlands-Limburg. De naam is vermoedelijk een afgeleide van de Quabeek(se) Grub die tegenwoordig weer bovengronds door het dorpje loopt. Jabeek heeft ongeveer 710 inwoners. Jabeek was tot de laatste herindeling in 1982 lange tijd de kleinste gemeente van Nederland. Deze omvatte tevens het gehucht Etzenrade. Het dorp ligt in het Bekken van de Roode Beek.

## Geschiedenis
Jabeek is ontstaan als ontginningsnederzetting in de vroege middeleeuwen. De eerste schriftelijke vermelding is van 1114.
In 1609 werd de schepenbank van Brunssum, bestaande uit Brunssum, Schinveld en Jabeek, door de Spaanse regering verpand aan Arnold III Huyn van Geleen en verheven tot de heerlijkheid Brunssum. In 1664 ging deze heerlijkheid op in het graafschap Geleen en Amstenrade.
Per 1796, aan het einde van de Ancien régime, werd Jabeek een zelfstandige gemeente, die bij de gemeentelijke herindeling per 1 januari 1982 opging in de gemeente Onderbanken.
In de 2e helft van de 20e eeuw ontstond in het zuiden van de oude kern een nieuwbouwwijk.

## Bezienswaardigheden
- De Sint-Gertrudiskerk van 1858, met laatgotische toren uit de 2e helft van de 15e eeuw.
- Enkele wegkruisen
- Etzenrather Mühle, watermolen op de Roode Beek, juist op het grondgebied van Gangelt
- Roermolen, watermolen op de Roode Beek.
- Vele monumentale en beschermde carréboerderijen. Enkele zijn nog met een gangenstelsel met elkaar verbonden. Dit stamt uit de tijd van de Bokkenrijders, zo kon men naar elkaar vluchten.
  - Etzenraderhuuske, kasteelhoeve van 1710 in buurtschap Etzenrade
  - Etzenraderhof, van 1712 en mogelijk ouder
  - Eindstraat 15, van 1811 en 1736 (zijvleugel)
  - Dorpstraat 35, 18e eeuw
  - Eindstraat 17, eerste helft 19e eeuw

Zie ook
- Lijst van rijksmonumenten in Jabeek

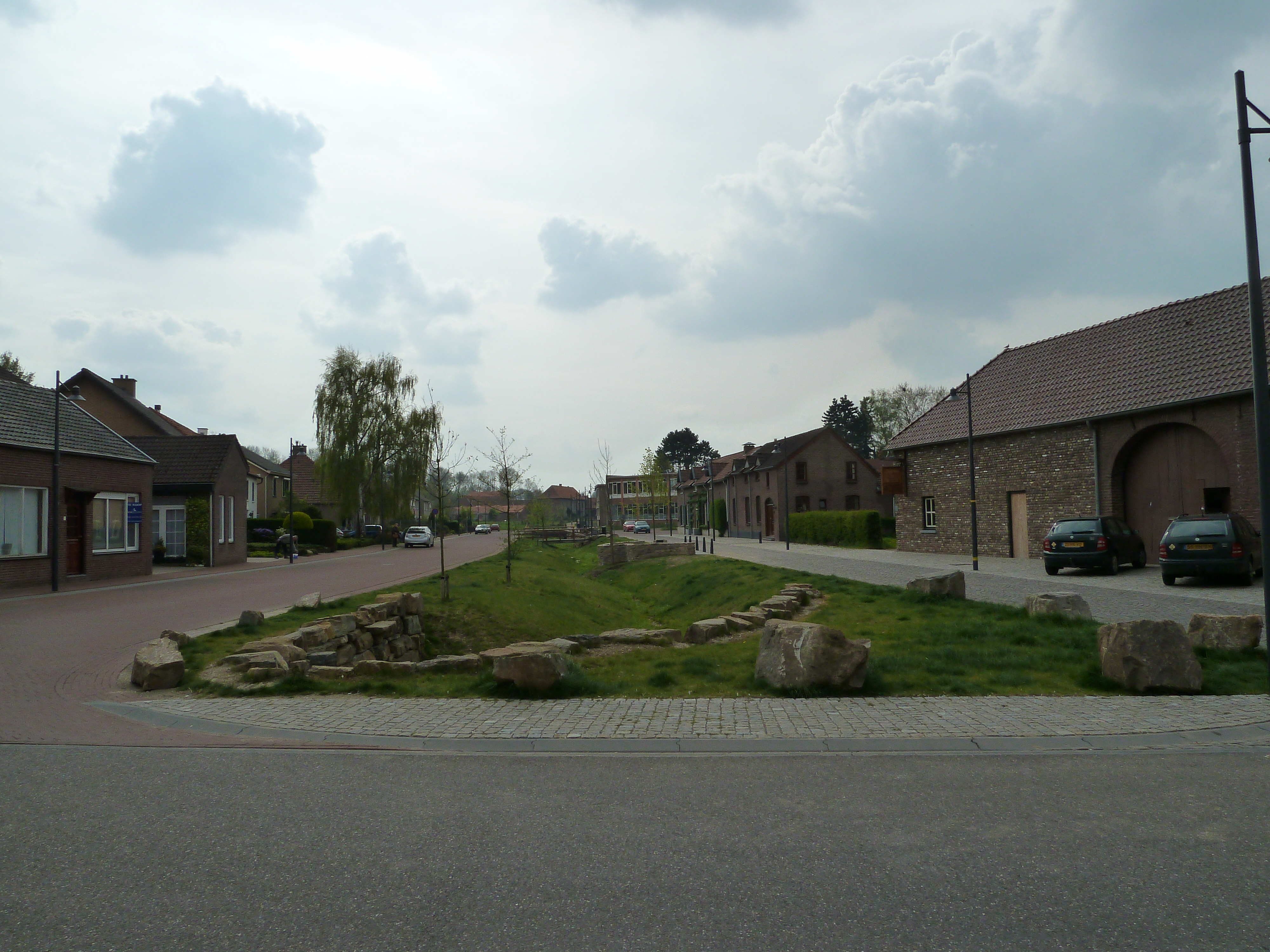
De straat Maar
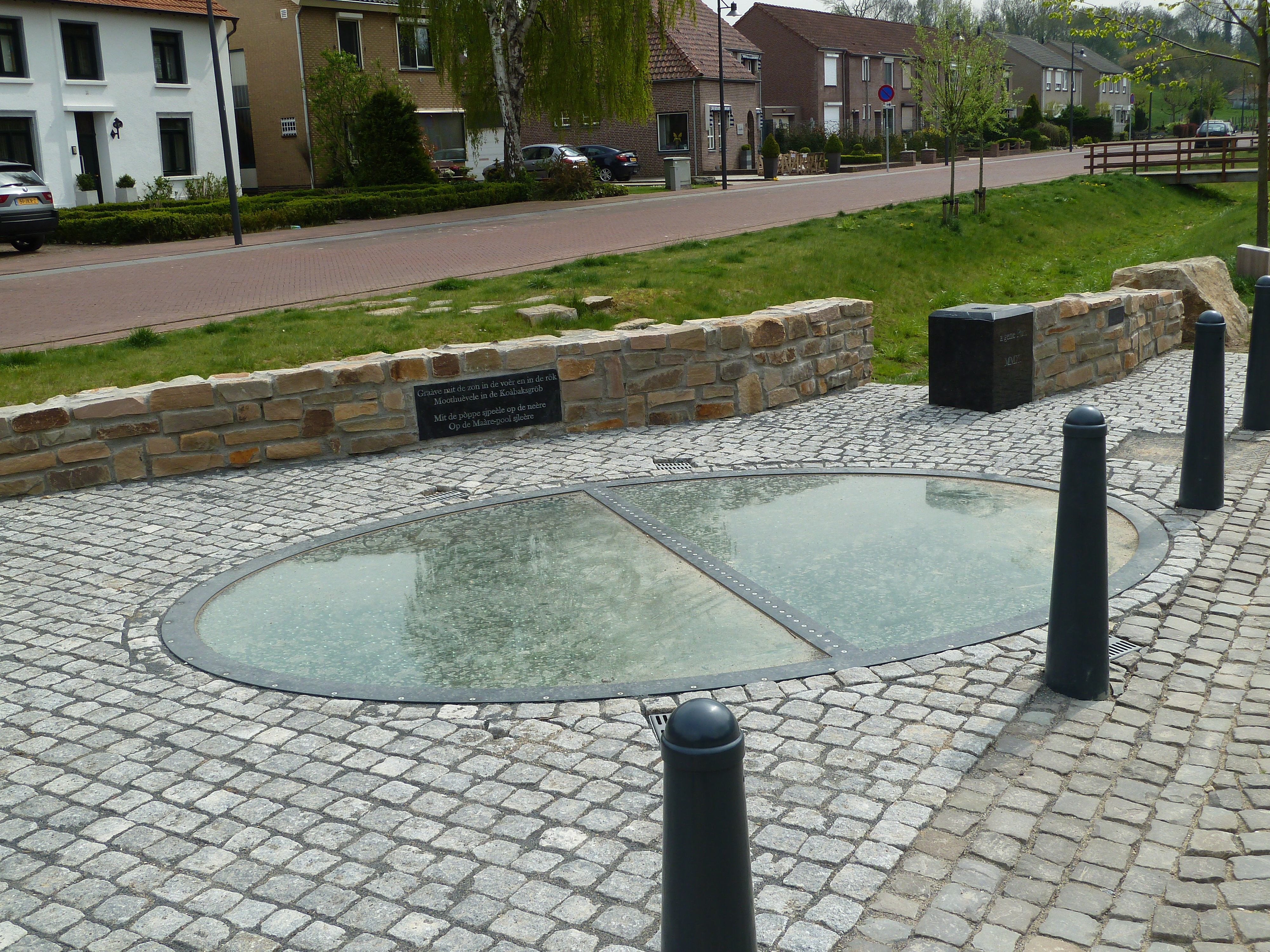
Opgegraven waterput

## Natuur en landschap
Jabeek is gelegen in het Bekken van de Roode Beek, en wel in en nabij de Quabeeksgrub, een zijtak van de Roode Beek, op een hoogte van ongeveer 60 meter. 
De Quabeeksgrub, hoewel verwijzend naar een droogdal, is een beekje dat echter in het centrum van Jabeek in de loop van de 20e eeuw overkluisd werd. Dit werd in 2009 weer ongedaan gemaakt, waarbij tevens -door herinrichting- het historische karakter van het centrum van Jabeek weer benadrukt werd. Dit betreft het dorpsplein De Maar (afgeleid van het Latijnse "Mare" dat zee betekent) en de Eindstraat.
Een belangrijk natuurgebied wordt gevormd door de Jabeekse Bossen aan de Roode Beek, die worden beheerd door Natuurmonumenten. Hier vindt men ook de watermolens.

## Kunst en verenigingsleven
Jabeek is bekend in de kunstwereld door de aanwezigheid van enkele kunstenaars (waaronder Fons Bloemen) en de Galerie REM.
Het verenigingsleven in Jabeek heeft zich sterk ontwikkeld. De Fanfare St. Caecilia acteert op het hoogste niveau (Klasse superieur) en de voetbalvereniging Jabeek speelt in de 6e klasse van de KNVB.

## Nabijgelegen kernen
Schinveld, Süsterseel, Hillensberg, Bingelrade